# Laidcnén mac Con Mella
Laidcnén mac Con Mella (mort en 727) est un roi des Uí Cheinnselaigh du sud Leinster. Il est issu du sept Sil Máeluidir une lignée du Laigin, qui résidait dans les futures baronnies de Shelmalier et dans le cour inférieur de la rivière Slaney dans l'actuel comté de Wexford.

## Contexte
Son dernier ancêtre paternel à avoir détenu la royauté était Éogan Cáech mac Nath Í qui doit avoir vécu au début du VIe siècle et dont
Laidcnén est issu à la 5e génération. Laidcnén est l'arrière petit-fils de Máel Odor mac Guairi, le fondateur éponyme du sept.
Selon la Liste de rois du Livre de Leinster, Laidcnén succède à son frère Cú Chongelt mac Con Mella comme roi et
règne comme roi pendant 10 ans. lui attribue un règne de 10 ans soit 717–727. Cependant l'historien Mac Niocaill, associe la mort de osn frère à l'obit d'un certain Cú Chongelt en 724 dans les Annales d'Ulster.
Il est défait par son rival du nord le roi de Leinster, Dúnchad mac Murchado (mort en 728) du sept Uí Dúnlainge, lors de la bataille de Maistiu (Mullaghmast, sud du comté de Kildare) en 727 et il y est tué. Les Annales d'Ulster se réfèrent à ce combat comme la « Bataille des deux Laigin ».

## Sources
- Annales d'Ulster sur  at University College Cork
- (en) Gearoid Mac Niocaill (1972), Ireland before the Vikings, Dublin: Gill and Macmillan
- Livre de Leinster, Rig Hua Cendselaig sur  at University College Cork